# Germania Teveren
Germania Teveren (vollständiger Name: Fußballclub Germania 1910 Teveren e. V.) ist ein Fußballverein aus dem Geilenkirchener Stadtteil Teveren. Die erste Mannschaft spielt in der Mittelrheinliga. Zwischen 1996 und 1998 spielte die erste Mannschaft in der damals drittklassigen Regionalliga West/Südwest.

## Geschichte

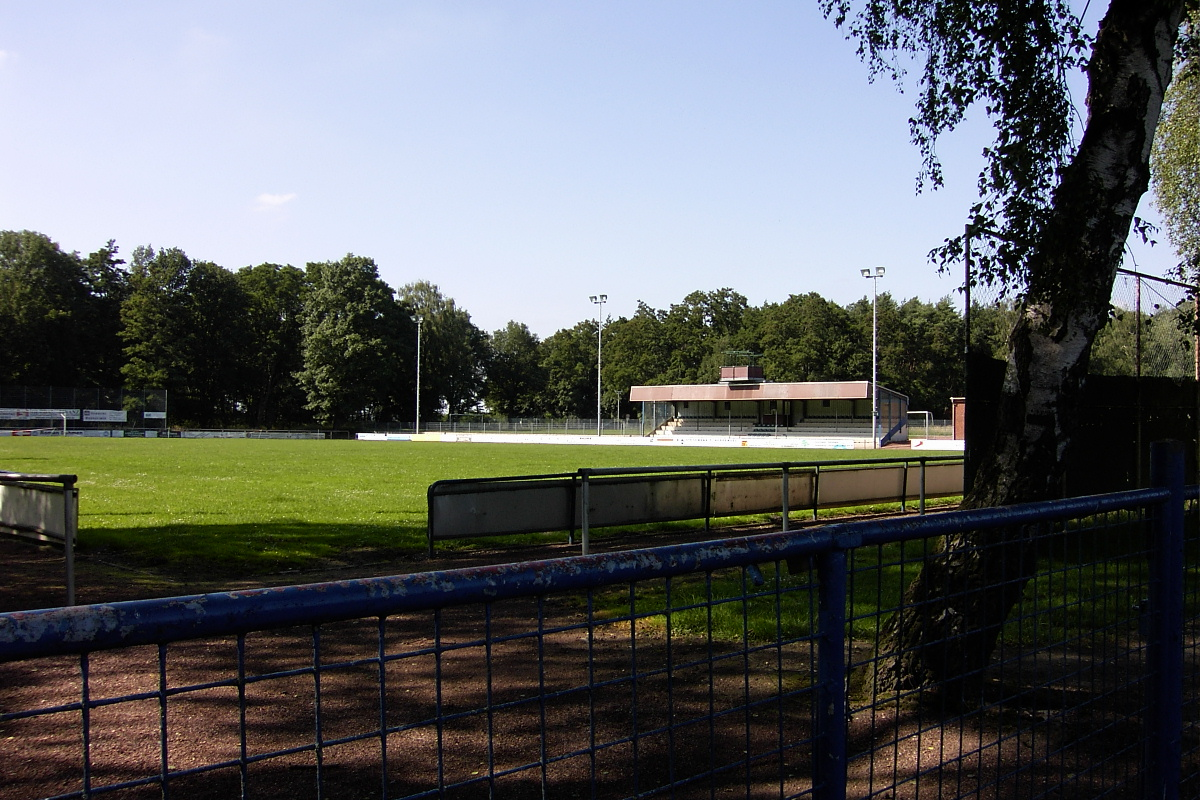
Heidestadion in Teveren

Der Verein wurde im Juni 1910 gegründet. Noch im selben Jahr schloss sich der FC Concordia Teveren an. Bis 1983 spielte der Verein lediglich auf Kreisebene. Nachdem der Kaufmann Hans-Josef Paulus den Vereinsvorsitz übernommen hatte, begann der sportliche Aufstieg. In der zweiten Hälfte der 1980er Jahre war die Germania eine Fahrstuhlmannschaft zwischen der Landes- und der Bezirksliga. Nach dem dritten Aufstieg in die Landesliga im Jahre 1990 gelang 1992 der Aufstieg in die Verbandsliga Mittelrhein. Als Meister schaffte die Germania ein Jahr später den Durchmarsch in die Oberliga Nordrhein, der zu dieser Zeit höchsten deutschen Amateurspielklasse.
Dort traf die Germania unter anderem auf den ehemaligen Bundesligisten Fortuna Düsseldorf, der vor 6500 Zuschauern mit 3:0 besiegt werden konnte. 1995 erreichte der Verein das Endspiel um den Mittelrheinpokal, welches gegen die Amateure des 1. FC Köln mit 1:5 verloren wurde. Ein Jahr später gelang der Aufstieg in die im Vorjahr neu gegründete Regionalliga West/Südwest. Mit den zwölften Platz in der Saison 1996/97 erreichte der Verein seinen sportlichen Zenit.
Schon ein Jahr später folgte der Abstieg in die Oberliga, ehe die Germania im Jahre 2003 in die Landesliga abrutschte. Seitdem pendelt der Verein zwischen der Mittelrhein- und der Landesliga und konnte sich ab 2008 in der Mittelrheinliga für 3 Jahre etablieren, musste dann aber im Jahr 2011 den erneuten Abstieg in die Landesliga hinnehmen.

## Ligazugehörigkeit seit 1948
| - 1948–66 1. Kreisklasse Geilenkirchen (48-49 IV, 49-56 V, 56-66 VI) - 1966–67 2. Kreisklasse Geilenkirchen (VII) - 1967–77 1. Kreisklasse Geilenkirchen (VI) - 1977–78 2. Kreisklasse Geilenkirchen (VII) - 1978–80 Kreisliga B Geilenkirchen (VIII) - 1980–83 Kreisliga A Geilenkirchen (VII) - 1983–85 Bezirksliga Mittelrhein (VI) - 1985–87 Landesliga Mittelrhein (V) - 1987–88 Bezirksliga Mittelrhein (VI) - 1988–89 Landesliga Mittelrhein (V) - 1989–90 Bezirksliga Mittelrhein (VI) - 1990–92 Landesliga Mittelrhein (V) | - 1992–93 Verbandsliga Mittelrhein (IV) - 1993–96 Oberliga Nordrhein (93-94 III, 94-96 IV) - 1996–98 Regionalliga West/Südwest (III) - 1998–2000 Oberliga Nordrhein (IV) - 2000–03 Verbandsliga Mittelrhein (V) - 2003–04 Landesliga Mittelrhein (VI) - 2004–06 Verbandsliga Mittelrhein (V) - 2006–08 Landesliga Mittelrhein (VI) - 2008–11 Mittelrheinliga (VI) - 2011–23 Landesliga Mittelrhein (11-12 VII, 12-23 VI) - seit 2023 Mittelrheinliga (V) |

## Persönlichkeiten
| - Jörg Beyel - Christian Dondera - Friedhelm Frenken | - Ralph Gunesch - Thomas Huschbeck - Alexander Meyer | - Heinz Otten - Oliver Schmitt - Manfred Stefes |